# Brackla
Brackla (en anglais) ou Bracla (en gallois) est une communauté du borough de comté de Bridgend, au pays de Galles.
Elle correspond à la partie orientale de l'agglomération de Bridgend. Au recensement de 2011, elle comptait 11 749 habitants.